# Wilhelm Seefeldt
Wilhelm „Willy“, „Seefi“ Seefeldt (* 10. April 1934 in Berlin; † 12. Mai 2023) war ein Schweizer Musiker (Banjo, Gitarre, Synthesizer, Computer, Perkussion, Komposition) und bildender Künstler.
Seefeldt, der seit dem Kriegsbeginn 1939 in Basel aufwuchs, begann mit fünfzehn Jahren, Gitarre zu spielen. 1953 kam er zum Banjo und spielte etwa zehn Jahre in der New-Orleans-Band Street Creolers sowie im Duo mit dem Banjo- und Gitarrenspieler Peter Schmidli. 1970 wechselte er das Genre: Er kaufte einen Synthesizer und begann, sich mit elektronischer Musik, aber auch mit anderen Klangphänomenen (Windharfe) zu beschäftigen. Im Hauptberuf war Seefeldt Lehrer und Betreuer schwererziehbarer Jugendlicher. Dann belebte er mit Joël Vandroogenbroeck und Hans Deyssenroth die frei improvisierende Elektronikgruppe Brainticket, in der er bereits 1972 an einigen Konzerten beteiligt war, neu und war an zwei Alben der Band beteiligt. In den letzten Jahren hat er vor allem mit der Programmiersprache Max/MSP und mit Software-Synthesizern neue Kompositionen geschaffen. Er hat auch als bildender Künstler aleatorische Bilder geschaffen und sich mit Videos beschäftigt (Ausstellung Art et Hasard 2009 in Boncourt). Am 13./14. Oktober 2018 war er das letzte Mal an einem Konzert beteiligt. (I'll Remember You, Atlantis, Basel) Wilhelm Seefeldt ist am 12. Mai 2023 im Kreis der Familie seines Sohnes gestorben.

## Diskographische Hinweise
- Brainticket: Adventure (Bellaphon, 1979)
- Brainticket: Voyage (Bellaphon, 1981)
- New Age Concert (Sphinx, 1984)
- V.A. Mgrs Rmxs (Migros, 2001)
- Réflexions sur l’ eau

## Lexigraphische Einträge
- Bruno Spoerri: Biografisches Lexikon des Schweizer Jazz CD-Beilage zu: B. Spoerri (Hrsg.): Jazz in der Schweiz. Geschichte und Geschichten. Chronos-Verlag, Zürich 2005, ISBN 3-0340-0739-6